# Berchtesgadener Land Bahn
Die Berchtesgadener Land Bahn GmbH (BLB) als gemeinsames Tochterunternehmen der Salzburg AG sowie der Länderbahn war ein Eisenbahnverkehrsunternehmen mit Sitz in Freilassing im Landkreis Berchtesgadener Land. Es erbrachte von 2009 bis 2021 sämtliche S-Bahn-Leistungen auf den Bahnstrecken Freilassing–Bad Reichenhall und Bad Reichenhall–Berchtesgaden.

## Gesellschaft
Die BLB war eine Gesellschaft mit beschränkter Haftung nach deutschem Recht mit Sitz in Freilassing und wurde im Mai 2009 gegründet. Anlass war der Zuschlag an das Bieterkonsortium aus den beiden Mutterunternehmen für die Zugleistungen zwischen Freilassing und Berchtesgaden im Oktober 2006, die früher als Zuggattung Regionalbahn liefen. Als „betriebsführend“ im eisenbahnrechtlichen Sinne trat die Die Länderbahn auf, eine Tochtergesellschaft der Regentalbahn. Diese wiederum gehörte über ihre Muttergesellschaft Netinera zur italienischen Staatsbahn Ferrovie dello Stato.
Im Jahr 2011 beförderte die Berchtesgadener Land Bahn etwa 900.000 Fahrgäste. Bei einer Fahrgastbefragung wurde die Bahn zweimal als beste deutsche Privatbahn ausgezeichnet.
Am 14. Mai 2025 wurde das Unternehmen liquidiert.

## Bediente Strecke
Die Gesellschaft betrieb mit der S4 eine Linie der S-Bahn Salzburg und bediente die Verbindung Freilassing–Berchtesgaden. Der Betrieb der Linie ging mit dem Fahrplanwechsel zum 13. Dezember 2009 für zwölf Jahre an die BLB über. Auf dieser Strecke übernahm sie außerdem die überlagerte S3, die von Salzburg bis Freilassing von den ÖBB betrieben wird.
Am 17. Dezember 2018 erteilte die Bayerische Eisenbahngesellschaft (BEG) den Zuschlag für den Betrieb der Strecke ab Dezember 2021 für 15 Jahre an die Bayerische Oberlandbahn GmbH.
Freilassing – Freilassing-Hofham – Piding – Ainring – Bad Reichenhall – Bad Reichenhall-Kirchberg – Bischofswiesen – Berchtesgaden

## Fahrzeuge und Betrieb

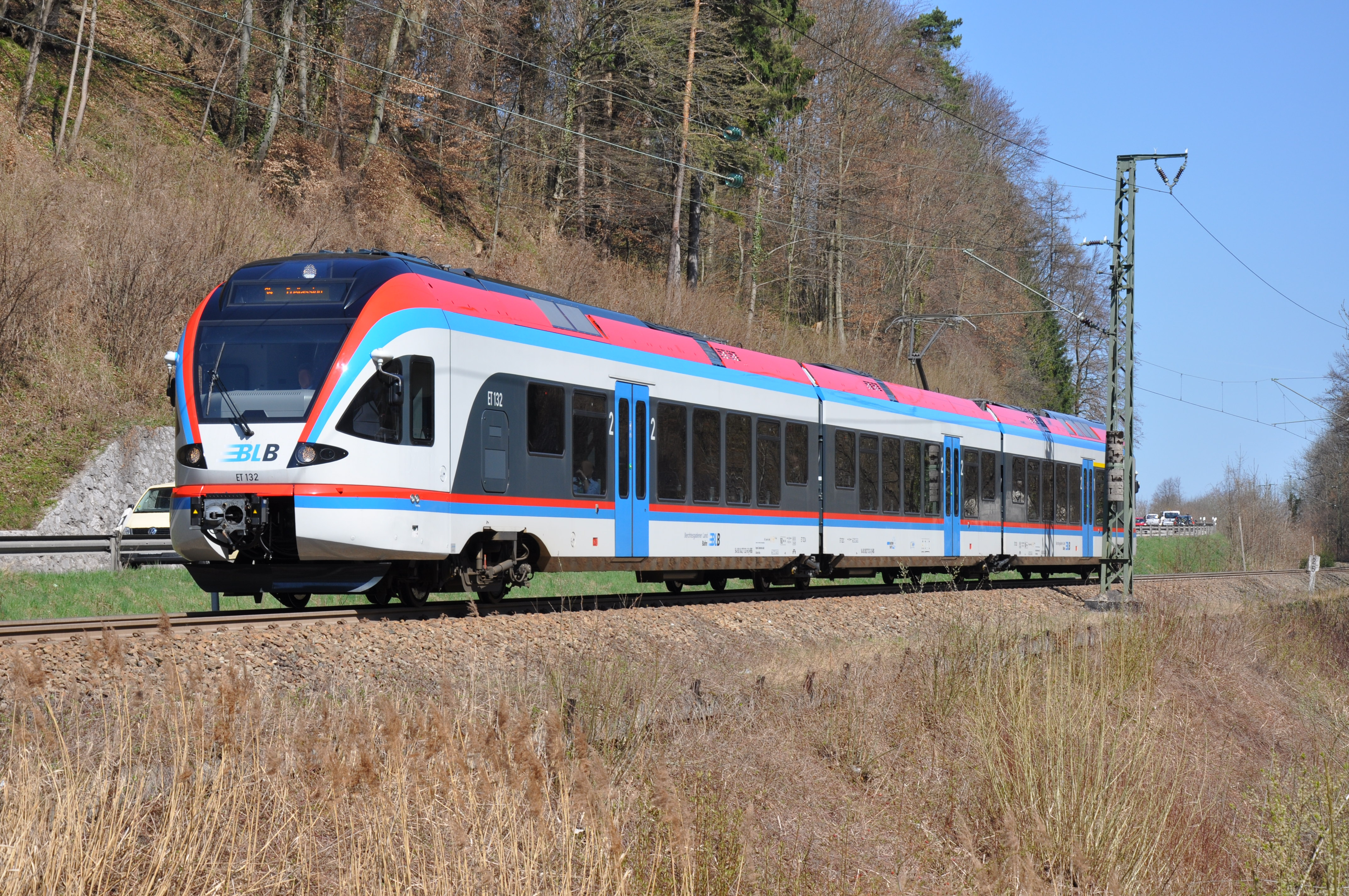
Triebwagen der BLB nahe dem Haltepunkt Bad Reichenhall-Kirchberg

Auf der Linie kamen fünf Triebwagen vom Typ FLIRT zum Einsatz (der neue Betreiber übernimmt diese Fahrzeuge und modernisiert sie), welche in ihrem Umlauf durch eine Kooperation mit den Österreichischen Bundesbahnen zum Teil grenzüberschreitend auf der S2 bis Straßwalchen gelangen. Die Triebwagen waren über Alpha Trains geleast und in Salzburg-Itzling beheimatet, dem an der Bahnstrecke Salzburg–Lamprechtshausen gelegenen Betriebsdepot der Salzburg AG, welche auch die S1 und die S11 betreibt.
Von der Betriebsübernahme durch die Berchtesgadener Land Bahn bis Ende Februar 2010 fand teilweise kein regulärer Bahnverkehr statt. Aufgrund von Verzögerungen bei der Abnahme der FLIRT-Triebwagen durch das Eisenbahn-Bundesamt (EBA) und Vandalismus mussten andere Schienenfahrzeuge eingesetzt beziehungsweise teilweise ein Schienenersatzverkehr eingerichtet werden. Das EBA nannte als Ursache der verzögerten Zulassung Versäumnisse des Herstellers Stadler Rail. Ab März 2010 lief der Betrieb regulär mit den ursprünglich geplanten Fahrzeugen.
Die Verbindung Freilassing–Berchtesgaden war in den Übergangstarif des Salzburger Verkehrsverbundes (SVV) integriert, im deutschen Binnenverkehr galt hingegen weiterhin der Nahverkehrstarif der Deutschen Bahn AG. Eine Besonderheit der Linie S4 innerhalb des Salzburger S-Bahn-Systems war die erste Wagenklasse sowie die Betreuung der Fahrgäste durch Zugbegleiter. Bei Fahrten der Züge nach Österreich diente das Abteil der ersten Wagenklasse ab Freilassing jedoch als Ruheabteil, welches auch mit Fahrscheinen der zweiten Wagenklasse genutzt werden konnte, da in Österreich in Nahverkehrszügen generell keine erste Wagenklasse vorgesehen war.